# Yutaka Azuma
Yutaka Azuma (japanisch 東 泰 Azuma Yutaka; * 21. September 1967 in der Präfektur Tokushima) ist ein ehemaliger japanischer Fußballspieler.

## Karriere
Azuma erlernte das Fußballspielen in der Schulmannschaft der Tokushima Commercial High School. Seinen ersten Vertrag unterschrieb er 1986 bei Toyota Motors. Für den Verein absolvierte er 14 Erstligaspiele. Ende 1992 beendete er seine Karriere als Fußballspieler.
2006 wurde Azuma Trainer von Tokushima Vortis.